# Peter-John Vettese
Peter-John Vettese (15 agosto 1956) è un tastierista, compositore e produttore discografico britannico.

## Biografia
A soli 4 anni iniziò a studiare pianoforte e all'età di 9 anni si esibiva in pubblico con la band del padre.
A 17 anni scappò di casa per entrare a far parte di una delle più grandi sale ballo di tutta la Gran Bretagna ma fu presto licenziato per suonare contemporaneamente con il suo gruppo. Formò così il gruppo Solaris con il chitarrista Jim Condie girando la Scozia e gli Stati Uniti finché si imbatté in un annuncio scritto dal gruppo progressive dei Jethro Tull sulla rivista musicale Melody Maker, i quali cercavano un tastierista.
Era il 1982 quando Vettese si unì alla band guidata da Ian Anderson e il suo contributo si dimostra subito essenziale per il nuovo progetto di Anderson che aveva voluto un radicale cambio di suono per quegli anni, più incentrato sull'elettronica. Vettese era il più adatto per questo ruolo. Dopo la registrazione di The Broadsword and the Beast nello stesso 1982 e l'apparizione in Live at Hammersmith '84, Vettese interviene massicciamente nella realizzazione del primo album solista di Anderson, Walk Into Light e in Under Wraps, uno degli album più controversi nella storia della band britannica.
In seguito la collaborazione Jethro Tull-Vettese si affievolisce fino a scomparire definitivamente dopo aver partecipato come ospite alla registrazione di Rock Island nel 1989.
Dopo quest'esperienza Vettese inizia una carriera indipendente come compositore, arrangiatore e produttore. Ha collaborato con Carly Simon, Zucchero Fornaciari, Fabio Concato, Ronan Keating, Beverley Knight, Tina Arena, Joe Cocker, Nate James, Dido, Annie Lennox, Melanie C, Geri Halliwell, Liza Minnelli, Simple Minds.
Attualmente Vettese è sotto contratto con la EMI e possiede un suo studio di registrazione a Londra dove, fra le altre cose, compone musica per film.